# Championnat d'Espagne féminin de football de deuxième division
Le championnat d'Espagne féminin de football de deuxième division, aussi appelé Primera Federación FutFem, est le championnat féminin espagnol de football de deuxième niveau, créé en 2001 par la Fédération royale espagnole de football (RFEF).

## Format
Les 32 équipes sont réparties en deux groupes de 16. Chaque équipe affronte les 15 autres de son groupe deux fois. Les deux meilleures équipes de chaque groupe sont promues en Primera División.

## Palmarès et statistiques
Les équipes en gras sont promues en D1.
| Saison           | Vainqueurs                                                                                         | Saison           | Vainqueurs |
| Primera Nacional | Primera Nacional                                                                                   | Segunda División | Segunda División |
| ---------------- | -------------------------------------------------------------------------------------------------- | ---------------- | --- |
| 2001-2002        | SD Leioa CD Amigos del Duero FC Barcelone Rayo Vallecano Atlético Jiennense CD Rayco               | 2011-2012        | Oviedo Moderno CF Athletic Bilbao B FC Levante Las Planas Séville FC AD Torrejón UD Tacuense Fundación Albacete             |
| 2002-2003        | SD Lagunak Gijón FF FC Barcelone Rayo Vallecano Atlético Jiennense CD Rayco                        | 2012-2013        | Oviedo Moderno CF Añorga KKE Girona FC Grenade CF AD Torrejón CD Achamán CD Charco del Pino Fundación Albacete              |
| 2003-2004        | Oiartzun KE Gijón FF FC Barcelone Atlético de Madrid Andalucia CD Rayco                            | 2013-2014        | FVPR El Olivo Athletic Bilbao B Espanyol de Barcelone B Santa Teresa CD La Solana FF CD Fermaguín UDG Tenerife SPA Alicante |
| 2004-2005        | Transportes Alcaine Gijón FF UE L'Estartit Sporting Plaza Argel Peña NS de la Antigua CD Rayco     | 2014-2015        | FVPR El Olivo Oiartzun KE FC Levante Las Planas Real Betis Madrid CFF CD Fermaguín UDG Tenerife SPA Alicante                |
| 2005-2006        | Real Sociedad Atlético Arousana UE L'Estartit Atlético de Madrid Sporting Huelva CD Rayco          | 2015-2016        | FVPR El Olivo EDF Logroño FC Barcelone B Real Betis Atlético de Madrid B CD Fermaguín CD Tacuense Valence CF B              |
| 2006-2007        | Gure Txokoa FT SD Reocín UE L'Estartit DSV Colegio Alemán Atlético Málaga CD Rayco                 | 2016-2017        | Real Oviedo Athletic Bilbao B FC Barcelone B Séville FC Madrid CFF CD Fermaguín UDG Tenerife B Levante UD B                 |
| 2007-2008        | SD Lagunak FVPR El Olivo FC Barcelone CF Pozuelo Atlético Málaga CD Arguineguín                    | 2017-2018        | Real Oviedo EDF Logroño FC Barcelone B Málaga CF CD TACON CD Fermaguín CD Tacuense SPA Alicante                             |
| 2008-2009        | Oiartzun KE Oviedo Moderno CF UE Collerense Atlético de Madrid B Atlético Jiennense UD Tacuense    | 2018-2019        | Deportivo La Corogne CA Osasuna Zaragoza CFF Santa Teresa CD CD TACON CD Fermaguín UDG Tenerife B Valence CF B              |
| 2009-2010        | Athletic Bilbao B SD Reocín CE Sant Gabriel Fundación Albacete Extremadura FCF CD Charco del Pino  |                  | |
| 2010-2011        | Abanto Club FVPR El Olivo Espanyol de Barcelone B Rayo Vallecano B SPC Llanos Olivenza UD Tacuense |                  | |

| Saison               | Vainqueurs                        |
| Segunda División Pro | Segunda División Pro              |
| -------------------- | --------------------------------- |
| 2019-2020            | Athletic Bilbao B CD Santa Teresa |
| 2020-2021            | Deportivo Alavés Villareal CF     |
| 2021-2022            | FC Levante Las Planas Alhama CF   |

| Saison             | Vainqueurs         |
| Primera Federación | Primera Federación |
| ------------------ | ------------------ |
| 2022-2023          | FC Barcelone B     |
| 2023-2024          | FC Barcelone B     |
| 2024-2025          | Alhama CF          |

## Participants à l'édition 2023-2024
Légende des couleurs
- Relégué de Liga F 2022-2023
- Promu de Segunda Federación FutFem 2022-2023

| Club                  | Ville            | Classement 2022-2023  |
| --------------------- | ---------------- | --------------------- |
| SE AEM                | Lérida           | 7e                    |
| Deportivo Alavés      | Vitoria-Gasteiz  | 16e (Liga F)          |
| Alhama CF             | Alhama de Murcia | 15e (Liga F)          |
| Athletic Club B       | Bilbao           | 11e                   |
| Atlético de Madrid B  | Madrid           | 1er du gpe. Nord (SF) |
| FC Barcelone B        | Barcelone        | 1er                   |
| CP Cacereño           | Cáceres          | 6e                    |
| Deportivo Abanca      | La Corogne       | 3e                    |
| Espanyol de Barcelone | Barcelone        | 9e                    |
| CE Europa             | Barcelone        | 2e du gpe. Nord (SF)  |
| Fundación Albacete    | Albacete         | 10e                   |
| DUX Logroño           | Logroño          | 8e                    |
| Madrid CFF B          | Madrid           | 1er du gpe. Sud (SF)  |
| CA Osasuna            | Pampelune        | 4e                    |